# François Gaston Lavigne
François Gaston Lavigne foi um engenheiro naval, oficial do exército de Napoleão que construiu o Canal de Itaípe em Ilhéus, para facilitar a passagem das canoas que traziam cacau da região do rio Almada para o embarque no antigo Porto de Ilhéus, na baía do Pontal, quando ainda não estava construído o atual Porto de Ilhéus.

## Vida
François Gaston Lavigne foi o primeiro Lavigne que aportou em Ilhéus/BA (RIBEIRO, 2001; SCHAUN, 1999), construtor civil francês (RIBEIRO, 2001) oficial da Marinha de Napoleão; e sua chegada data de 1815/1816 (SCHAUN, 1999). François teve três filhos, entre os quais Louis Gaston Lavigne, que fixou-se em Ilhéus, casado com Maria Joana Bonin (SCHAUN, 1999). A Louis Gaston Lavigne é atribuído o primeiro relato de Ribeiro (2001) sobre plantio de cacau pela família Lavigne e o casal deixa estabelecida a fazenda Rosário (RIBEIRO, 2001). A filha deles, chamada Josephine Lavigne, casa-se com Domingos José de Lemos (RIBEIRO, 2001), de onde nasce o tronco Lavigne de Lemos. Eles transformam o armazém do Rosário em “uma das mais importantes casas comerciais da zona rural, abastecendo toda a zona do Itaípe” (RIBEIRO, 2001, p. 57).
Antonio Lavigne de Lemos, filho de Domingos e Josephine, conhecido como Senô, nascido em 29 de setembro de 1876 e casado com Maria Luiza Schaun Lavigne (SCHAUN, 1999), herda o Rosário (LEMOS apud RIBEIRO, 2001) e se torna um dos principais proprietários e agricultores da época (BARROS, 1915). Tiveram dez filhos.